# Deux, trois jours avec moi

Deux, trois jours avec moi est une émission présentée par Mélissa Theuriau, et produite par FCA (Films Concept Associés). Elle est diffusée sur Paris Première depuis le 27 janvier 2007 tous les samedis à 11 h 50. La journaliste reçoit un invité qui nous fait découvrir sa ville fétiche en voyageant avec lui.